# Josip Skoko
Josip Skoko (* 10. Dezember 1975 in Mount Gambier, South Australia) ist ein ehemaliger australischer Fußballspieler und heutiger -trainer kroatischer Abstammung.

## Karriere

### Vereinskarriere

#### North Geelong Warriors, Hajduk Split und KRC Genk
Der Mittelfeldspieler begann das Fußballspielen im Bundesstaat Victoria in Geelong bei den North Geelong Warriors. Der Australier kroatischer Herkunft, der auch die kroatische Staatsbürgerschaft besitzt, ging 1995 nach Kroatien zum Fußballverein Hajduk Split. Ende 1999 folgte er einem Angebot aus der ersten belgischen Liga von Racing Genk. Mit ihm als Kapitän errang Genk 2002 die belgische Fußballmeisterschaft.

#### Ankara, Wigan Athletic, Rückkehr nach Split und Karriereende
2003 wechselte er in die türkische Süper Lig zu Gençlerbirligi Ankara. Nach zwei Jahren wechselte er zum englischen Verein Wigan Athletic, wo er im Januar 2006 bis zum Ablauf der laufenden Saison an den Zweitligisten Stoke City ausgeliehen wurde.
Im Sommer 2008 kehrte er wieder zu Hajduk Split zurück, bevor er 2010 zu Melbourne Heart wechselte. Ein Jahr später im März 2011 kehrte er zu seinem Jugendverein North Geelong SC zurück, wo er im Dezember 2011 seine Karriere beendete.

### Nationalmannschaftskarriere

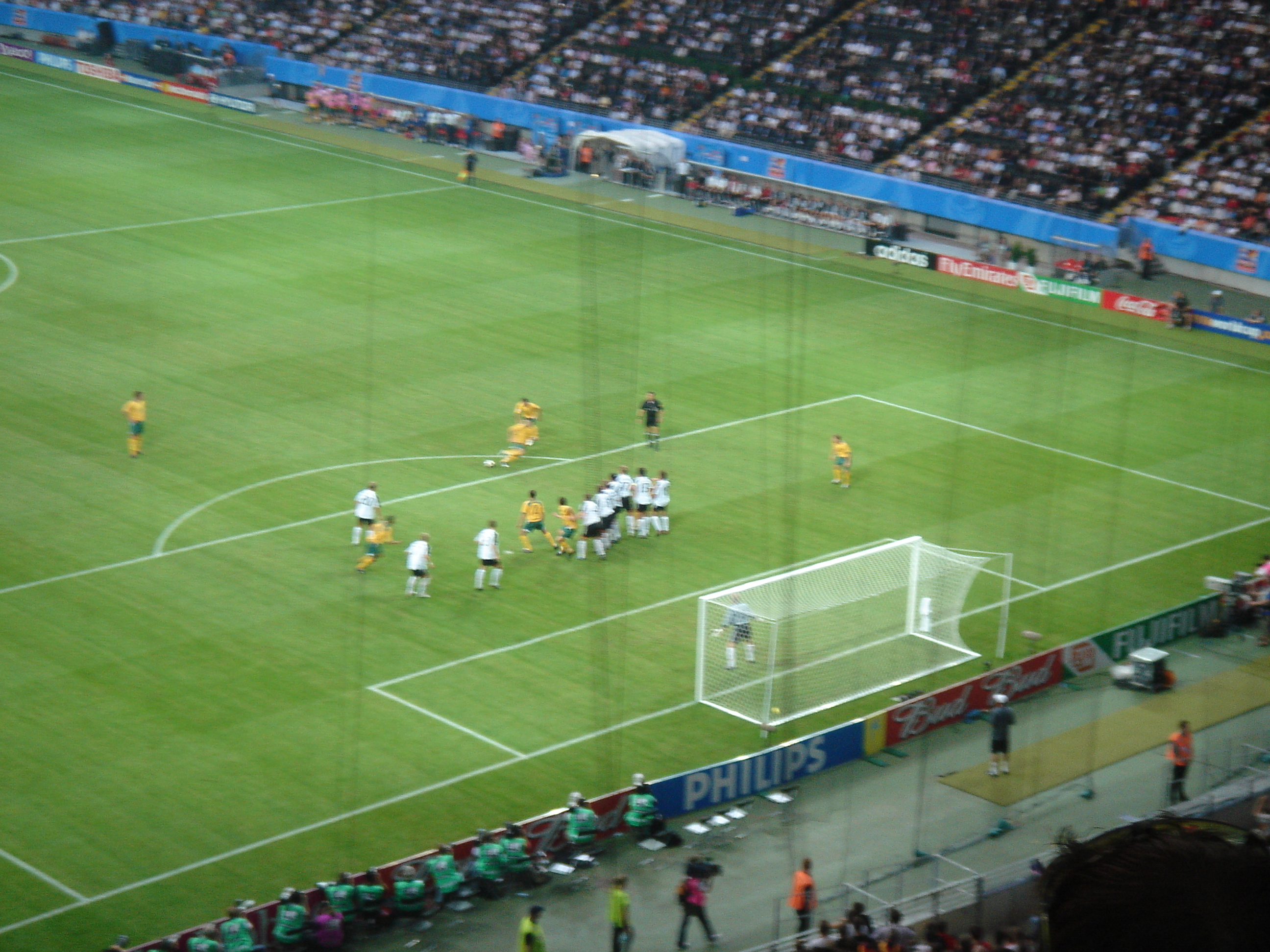
Josip Skoko schießt das 1:1 gegen Deutschland beim Confed-Cup 2005

Skoko nahm 1995 mit der australischen U-20-Auswahl an der Junioren-Weltmeisterschaft in Katar teil, dort unterlag das Team im Viertelfinale Portugal mit 1:2 nach Verlängerung. 1997 debütierte der Mittelfeldakteur gegen Mazedonien in der A-Nationalmannschaft Australiens und nahm wenig später am Konföderationen-Pokal 1997 teil, weitere Teilnahmen an diesem Turnier folgten 2001 und 2005. 2000 nahm er mit der Olympiamannschaft am olympischen Fußballturnier im eigenen Land teil, das Team scheiterte aber ohne Punktgewinn bereits in der Gruppenphase.
Er zählte zum australischen WM-Aufgebot bei der Fußball-Weltmeisterschaft 2006, kam während des Turniers aber zu keinem Einsatz. Am 31. August 2007 trat er aus der Nationalmannschaft zurück. Sein Abschiedsspiel hatte Josip Skoko am 11. September 2007 beim Freundschaftsspiel in Melbourne gegen Argentinien.

### Karriere als Trainer
Nach seinem Karriereende im März 2011 wurde er Spielertrainer von North Geelong SC. Nach neun Monaten wurde er als Trainer von Geelong entlassen und kehrte als Jugendtrainer zu den Melbourne Heart zurück. Skoko übte den Job bis zum als Jugendtrainer bei den Hearts bis zum Juni 2013 aus und wurde anschließend Trainer der U-12 Mannschaft, seines ehemaligen Jugendteams North Geelong Soccer Club. In der Jugend-Akademie arbeiten auch die ehemaligen Nationalmannschaftskollegen Steve Horvat, Matthew Spiranovic und der ehemalige kroatische Nationaltorhüter Joey Didulica.